# Colby (Kansas)
Pour l’article homonyme, voir Colby (homonymie).
La ville de Colby est le siège du comté de Thomas, situé dans l’État du Kansas, aux États-Unis.